# چانفنگ موتور
چانفنگ موتور (انگلیسی: Changfeng Motor) شرکت خودروسازی چینی است، که در سال ۱۹۵۰ تأسیس شد.